# Kristoffer Olsen
Kristoffer Olsen (* 8. August 1883 in Stokke; † 4. August 1948 in Oslo) war ein norwegischer Segler.

## Erfolge
Kristoffer Olsen, Mitglied des Kongelig Norsk Seilforening, wurde 1920 in Antwerpen bei den Olympischen Spielen in der 8-Meter-Klasse nach der International Rule von 1907 Olympiasieger. Er war Crewmitglied der Irene, die als einziges Boot seiner Klasse teilnahm. Der Irene, deren Crew außerdem aus Alf Jacobsen, Tellef Wagle und Thorleif Holbye bestand, genügte mangels Konkurrenz in zwei Wettfahrten jeweils das Erreichen des Ziels zum Gewinn der Goldmedaille. Skipper des Bootes war Carl Ringvold senior.
Olsen war zunächst Buröleiter bei Ejnar Stensrud & Skien, ehe er ab 1915 mit Rudolf Ugelstadt die Reederei Olsen & Ugelstad betrieb. Aufgrund des steigenden Ölbedarfs und der vielen Tonnageverluste im Ersten Weltkrieg wuchs die Reederei schnell. Von 1927 bis 1931 war Olsen Stadtrat in Oslo. Im Jahr 1942 war er von der Quisling-Regierung für vier Monate inhaftiert.